# Parakeelya pleiopetala
Parakeelya pleiopetala är en källörtsväxtart som först beskrevs av Ferdinand von Mueller, och fick sitt nu gällande namn av M.A. Hershkovitz. Parakeelya pleiopetala ingår i släktet Parakeelya och familjen källörtsväxter. Inga underarter finns listade i Catalogue of Life.